# Eleição para mesa diretora da Câmara dos Deputados do Brasil em 2005
A eleição para a mesa diretora da Câmara dos Deputados do Brasil em 2005, ocorrida em 15 de fevereiro de 2005, elegeu Severino Cavalcanti (PP) em segundo turno, como Presidente da Câmara dos Deputados do Brasil para o biênio 2005-2007. De acordo com a Constituição brasileira, o presidente da Câmara dos Deputados é o segundo na linha de sucessão da presidência da República (o primeiro é o vice-presidente).
O primeiro turno contou com seis candidatos disputando a presidência da Câmara: Luiz Eduardo Greenhalgh (PT-SP), Severino Cavalcanti (PP-PE), Virgílio Guimarães (PT-MG), José Carlos Aleluia (PFL-BA) e Jair Bolsonaro (PFL-RJ). No segundo turno a disputa foi entre Greenhalgh e Severino Cavalcanti.

## Eleição

### Primeiro turno
| Candidatos  | Candidatos                   | Votos | Porcentagem |
| ----------- | ---------------------------- | ----- | ----------- |
|             | Luiz Eduardo Greenhalgh (PT) | 207   | 41,16%      |
|             | Severino Cavalcanti (PP)     | 124   | 24,66%      |
|             | Virgílio Guimarães (PT)      | 117   | 23,26%      |
|             | José Carlos Aleluia (PFL)    | 53    | 10,53%      |
|             | Jair Bolsonaro (PFL)         | 2     | 0,39%       |
| Total       | Total                        | 503   | 100%        |
| Em branco   | Em branco                    | 3     | 0,58%       |
| Nulo        | Nulo                         | 4     | 0,77%       |
| Não votaram | Não votaram                  | 3     | 0,58%       |

### Segundo turno
| Candidatos  | Candidatos                   | Votos | Porcentagem |
| ----------- | ---------------------------- | ----- | ----------- |
|             | Severino Cavalcanti (PP)     | 300   | 60,60%      |
|             | Luiz Eduardo Greenhalgh (PT) | 195   | 39,40%      |
| Total       | Total                        | 495   | 100%        |
| Em branco   | Em branco                    | 1     | 0,19%       |
| Nulo        | Nulo                         | 2     | 0,38%       |
| Não votaram | Não votaram                  | 15    | 2,92%       |